# Robert Dean Frisbie
Robert Dean Frisbie (* 17. April 1896 in Cleveland, USA; † 19. November 1948 auf der Insel Rarotonga, Cook Islands) war ein US-amerikanischer Schriftsteller, dessen Sujets überwiegend in der Südsee angesiedelt sind.

## Biografie
Frisbie wurde 1896 in Cleveland, Ohio, als Sohn von Arthur Grazly Frisbie und Florence Benson geboren. Schon als Kind war er schwach und kränklich. Als Soldat der US Army nahm er am Ersten Weltkrieg teil. Bei der Ausmusterungsuntersuchung teilte man ihm mit, dass er an Tuberkulose erkrankt sei und den nächsten kalten Winter in Ohio wohl nicht überleben werde. Zur Regeneration in einem warmen Klima verließ er Amerika und ließ sich 1920 auf der Insel Tahiti nieder. Dort bewirtschaftete er bei Papeari im Süden von Tahiti Nui eine Plantage.
Auf Tahiti traf er die Schriftsteller Charles Bernard Nordhoff und James Norman Hall, die Autoren der Trilogie über die Meuterei auf der Bounty. Von ihnen und seinem Vorbild Robert Louis Stevenson angeregt, schrieb Frisbie Kurzgeschichten und Zeitschriftenartikel über die Südsee, die in verschiedenen amerikanischen Magazinen veröffentlicht wurden. 1924 gab er die Plantage auf und übersiedelte nach Rarotonga, wo er eine Handelsstation der australischen Schifffahrtslinie und Handelskette Burns-Philp (Burns, Philp & Co, Limited) betrieb. In dieser Zeit besuchte Frisbie mehrere Inseln des Cook-Archipels, Französisch-Polynesiens und Samoas. 1929 erschien sein erstes Buch, eine Sammlung von Südsee-Geschichten mit dem Titel The Book of Puka Puka.
Auf Puka Puka heiratete er 1928 die 16-jährige Ngatokorua, die Adoptivtochter eines einheimischen Missionars, mit der er fünf Kinder hatte: Charles, Florence, William Hopkins, Elaine Metua und Ngatokorua-i-Matauea alias „Nga“. Ngatokorua starb am 14. Januar 1939 an Tuberkulose. Mit seinen zum Teil noch sehr kleinen Kindern übersiedelte Frisbie auf das abgelegene Suwarrow-Atoll im Norden des Cook-Archipels. Seine Erlebnisse auf der einsamen Insel, u. a. wie er mit seinen Kindern einen Zyklon überstand, verarbeitete er in seinem wohl bekanntesten Roman Island of Desire. 1942 kehrte er wieder nach Rarotonga zurück. Dort heiratete er zum zweiten Mal, die Einheimische Esetera. Die Ehe war nur von kurzer Dauer und Frisbie ging zurück nach Puka Puka.
Als 1943 erneut Tuberkulose bei Frisbie diagnostiziert wurde, flog ihn der junge Leutnant der US Air Force und spätere Schriftsteller James Michener zur Behandlung in ein Krankenhaus nach Pago Pago in Amerikanisch-Samoa. Zwischen den beiden Männern entwickelte sich eine Freundschaft, die das spätere Werk von Michener stark beeinflusste.
Die Genesung verlief nur schleppend, trotzdem setzte Frisbie seine rastlose Reisetätigkeit fort. Am 19. November 1948 starb er auf Rarotonga an einer Tetanus-Infektion. Sein Grab befindet sich auf dem Friedhof von Avarua.
Frisbies Kinder kamen auf Vermittlung von James Michener bei Verwandten und Bekannten in Neuseeland und Hawaii unter. Seine Tochter Florence, sein zweites Kind mit Ngatokorua, wurde ebenfalls Schriftstellerin. Sie lebte mit ihrem Ehemann, dem TV-Produzenten Carl Hebenstreit, auf Hawaii und veröffentlichte unter dem Titel The Frisbies of the South Seas die abenteuerliche Familiengeschichte. Elaine Metua heiratete den vermögenden Zeitschriftenverleger Don Over und Nga den Schauspieler Adam West.

## Werke (Auszug)
- The Book of Puka Puka (1929)
- The Ghost of Alexander Perks, A.B. (1931)
- My Tahiti (1932)
- A Copra Island (1932)
- Mr. Moonlight’s Island (1939)
- The Island of Desire (1944)
- Amaru. A Romance of the South Seas (1945)
- Dawn Sails North (1949)